# Imrehegy
Imrehegy este un sat în districtul Kiskőrös, județul Bács-Kiskun, Ungaria, având o populație de 737 de locuitori (2011). 

## Demografie
Componența etnică a satului Imrehegy
     Maghiari (94,7%)
     Români (2,96%)
     Necunoscut (1,56%)
     Germani (0,78%)
     Alții (1,56%)
Componența confesională a satului Imrehegy
     Romano-catolici (54,95%)
     Fără religie (13,3%)
     Reformați (3,8%)
     Luterani (1,22%)
     Necunoscută (26,19%)
     Ortodocși (0,54%)
     Alte religii (1,76%)
Conform recensământului din 2011, satul Imrehegy avea 737 de locuitori. Din punct de vedere etnic, majoritatea locuitorilor (94,7%) erau maghiari, cu o minoritate de români (2,96%). Apartenența etnică nu este cunoscută în cazul a 1,56% din locuitori.  Din punct de vedere confesional, majoritatea locuitorilor (54,95%) erau romano-catolici, existând și minorități de persoane fără religie (13,3%), reformați (3,8%) și luterani (1,22%). Pentru 26,19% din locuitori nu este cunoscută apartenența confesională.